# 杨知至
杨知至（?—?），字幾之，虢州弘农人，唐朝政治人物。杨汝士的儿子，杨知温的弟弟。
会昌四年（844年），仆射王起主持科举，选士三十人，杨知至与杨严、窦缄、源重、郑朴五人试文合格。李德裕论公卿子弟艰于科举，唐武宗以杨汝士、杨虞卿兄弟朋比贵势，妨寒门进升之路。唐武宗下敕：“杨严一人可及第，余四人落下。”武宗后来以为黜杨知至、郑朴等，抑其太甚，杨知至后来还是以进士第入官。官至比部郎中、知制诰。咸通十一年（870年）九月二十日，贬杨知至和右谏议大夫高湘流于岭南，他们平时与刘瞻相亲善，因而遭到韦保衡的贬逐。中散大夫、比部郎中、知制诰、柱国、赐紫金鱼袋杨知至贬为琼州司马。入朝为谏议大夫、京兆尹。乾符二年（875年）七月，蝗虫自东飞到西边，遮天蔽日，所过之地尽为赤地，草木五谷皆被吃尽。京兆尹杨知至向唐僖宗上奏称：“蝗虫飞入京畿地区，不吃庄稼，全都抱着荆棘而死去。”宰相们都来致贺。乾符三年（876年）九月，京兆尹杨知至为工部侍郎。官至户部侍郎。其子杨整，字秉禮，官至鳳翔從事；杨協，字興樂；杨恪；杨貽德，字垂裕，官至永州刺史。